# Angéle de la Barthe
Angèle de la Barthe, née en 1230 à Labarthe-sur-Lèze et décédée en 1275, est une femme toulousaine, inculpée et condamnée à mort pour sorcellerie par l'Inquisition en 1275,. Elle est citée comme la première personne victime de la chasse aux sorcières. Des études montrent cependant que son histoire et son procès ont été inventés par un écrivain du XVe siècle.

## Histoire
Selon les actes de son procès, Angéle de la Barthe, veuve, est accusée par l'inquisiteur Hugues de Beniols (le chef suprême de l'inquisition toulousaine) d'avoir eu commerce de chair avec le diable et d'avoir donné naissance 7 ans auparavant, à l'âge de 53 ans, à un monstre doté d'une tête de loup et d'une queue de serpent.
La seule nourriture du monstre était supposément constituée de nourrissons, qui étaient ainsi soit assassinés par Angéle de la Barthe, soit déterrés de leur tombe dans des cimetières reculés,. Elle avoue l'avoir nourri de bébés durant deux années, avant que le monstre ne s'enfuie en plein milieu de la nuit. Elle se vante également d'avoir eu commerce avec le démon, et d'assister régulièrement à des cérémonies du sabbat.
Hugues de la Beniols n'enquête pas pour savoir si des bébés ont vraiment disparu durant deux années.
Angèle de la Barthe est jugée coupable par Pierre de Voisins, sénéchal de Toulouse (1254) et de Carcassonne (1275) et brûlée sur une place à Toulouse.

## Véracité de l'histoire
Un texte ancien évoque l'affaire : il s'agit Histoire générale du Languedoc de la première moitié du XVIIIe siècle écrit par les pères bénédictins Dom Claude Devic et Dom Joseph Vaisette qui reprend la Chronique d'un conseiller-clerc du Parlement de Toulouse au XVe siècle Guillaume Bardin.
Des doutes issus de recherches contemporaines ont été émis concernant la véracité de l'histoire d'Angèle de la Barthe car on ne trouve pas mention de son procès dans les registres toulousains de l'époque. De plus, en 1275, le commerce avec le démon n'est pas encore considéré comme un crime. La chronique du XVe siècle d'où est tirée son histoire est donc considérée comme une fiction.